# Tsugaru-Straße

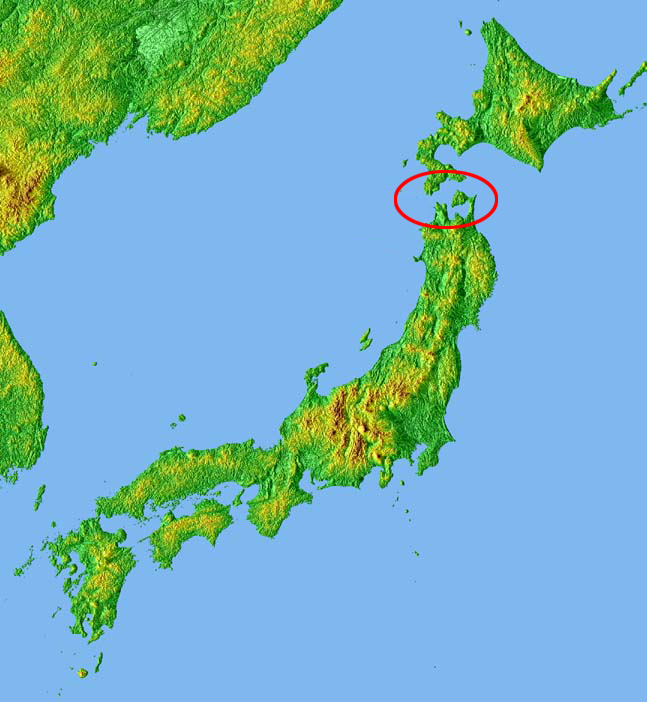
Tsugaru-Halbinsel und Tsugaru-Straße

Die Tsugaru-Straße (jap. 津軽海峡 Tsugaru-kaikyō) ist eine Meerenge zwischen den Inseln Honshū und Hokkaidō im Norden Japans. Sie verbindet das Japanische Meer mit dem Pazifik. Die Ost-West-Ausdehnung beträgt ca. 100 km, die Nord-Süd-Ausdehnung 20 bis 50 km. Die maximale Wassertiefe beträgt 449 m.

## Name
Die Tsugaru-Straße wurde nach dem Kreis Tsugaru benannt, der früher den gesamten Nordwesten der heutigen Präfektur Aomori umfasste und heute der Name von mehreren Nachfolgelandkreisen und einer Stadt ist. Ein früherer Name ist Meerenge von Sangar. Für Europäer wurde diese durch Adam Johann von Krusenstern im 18. Jahrhundert erforscht.

## Überquerung
Der Seikan-Tunnel passiert die Meerenge an der mit 19,5 km schmalsten Stelle zwischen Tappi Misaki auf der Tsugaru-Halbinsel in der Präfektur Aomori auf Honshu und Shirakami Misaki auf der Matsumae-Halbinsel der Oshima-Halbinsel auf Hokkaido. Die früher übliche Fährpassage wurde durch den Tunnel als Transportmittel stark zurückgedrängt.
Die Tsugaru-Straße ist eine Strecke der Ocean’s Seven.